# Palaeoendeis
Palaeoendeis – wymarły rodzaj kikutnic z rzędu Pantopoda i rodziny Endeidae, jedyny z monotypowej podrodziny Palaeoendeinae. Obejmuje tylko jeden opisany gatunek, Palaeoendeis elmii. Żył w jurze.

## Taksonomia i ewolucja
Rodzaj i gatunek typowy opisane zostały po raz pierwszy w 2007 roku przez Sylvaina Charbonniera, Jean Vanniera i Bernarda Riou na łamach „Proceedings of the Royal Society B”. Opisu dokonano na podstawie dwóch datowanych na wczesny kelowej skamieniałości odnalezionych w La Voulte Lagerstätte na terenie Ravin des Mines w pobliżu La Boissine w gminie La Voulte-sur-Rhône francuskiego departamentu Ardèche. Nazwa rodzajowa to połączenie członu palaeo-, oznaczającego „pradawny”, z nazwą innego rodzaju kikutnicy, Endeis.  Epitet gatunkowy nadano na cześć Serge’a Elmiego.
Prowadząca do pirytyzacji działalność bakterii połączona z szybkim zagrzebaniem szczątków w środowisku beztlenowym doprowadziła do zachowania w skamieniałościach Palaeoendeis trójwymiarowej budowy ciała. W 2023 roku Romain Sabroux, Gregory D. Edgecombe, Davide Pisani i Russell J. Garwood dokonali na łamach „Papers in Palaeontology” redeskrypcji taksonu dzięki wykorzystaniu w badaniu holotypu nieużytych przez wcześniejszych autorów technik – obrazowania z przekształceniem odbicia (RTI) oraz rentgenowskiej mikrotomografii komputerowej. Pozwoliły one m.in. na wykrycie owigerów, których nie dostrzegli Charbonniera i inni. Paratyp P. elmii z kolei okazał się przypuszczalnie nie należeć do tego gatunku (m.in. ze względu na budowę odnóży i umiejscowienie odwłoka) i został sklasyfikowany przez Sabroux i innych jako incertae sedis w obrębie Pantopoda.
Autorzy oryginalnego opisu uznali Palaeoendeis za przypuszczalnego przedstawiciela rodziny Endeidae. W 2007 roku Roger Bamber sklasyfikował go w obrębie Endeidae w nowej podrodzinie Palaeoendeinae wraz z rodzajami Palaeopycnogonides i Colossopantopodus, sugerując nawet że Palaeopycnogonides może być synonimem Palaeoendeis. W 2023 roku Sabroux i inni podtrzymali klasyfikację Palaeoendeis w Endeidae, natomiast Palaeopycnogonides umieścili w Palaeopycnogonidae, a Colossopantopodus w  Colossendeidae. Kroki te uczyniły Palaeoendeinae taksonem monotypowym.

## Morfologia
Kikutnica ta osiągała do około 11 mm długości ciała i do około 67 mm rozpiętości odnóży; około 45% długości przypadało na ryjek, 15% na cefalosomę, a 40% na tułów. Zwartej budowy cefalosoma zaopatrzona była po stronie grzbietowej w okrągły w zarysie, kopulasto sklepiony wzgórek oczny umieszczony w połowie jej długości, prawie na wysokości przednich krawędzi pierwszej pary wyrostków bocznych. Ryjek był długi, długości dwóch początkowych segmentów tułowia, prosty, walcowaty w przekroju, w części odsiebnej rozszerzony. U skamieniałości sterczał ku przodowi, ale przypuszczalnie był ruchomy. Nie występowały szczękoczułki (chelifory) ani nogogłaszczki. Owigery wyrastały po spodniej stronie cefalosomy i były między udem a rzepką kolankowato zagięte. Człony położone przed tym zagięciem były długie i sięgały poza trzeci segment tułowia, natomiast człony położone za zagięciem były wyraźnie krótsze. Tułów był smukły, zbudowany z trzech segmentów o zredukowanych wyrostkach bocznych. Odnóża kroczne obecne były w liczbie czterech par, z których pierwsza leżała na cefalosomie, a pozostałe na tułowiu. Wszystkie były podobne, długie i smukłe, zbudowane z dziewięciu członów, z których ostatni zaopatrzony w był w pazurek środkowy, a być może też drobne pazurki dodatkowe. Odwłok był dostrzegalny w widoku grzbietowym, zredukowany, ustawiony poziomo, na końcu zaokrąglony, niesięgający poza krawędź czwartej pary wyrostków bocznych.

## Paleoekologia
Zwierzę to zamieszkiwało górną część strefy batialnej stromych stoków kontynentalnych na zachodnich obrzeżach Tetydy, umieszczonych nad czynnym uskokiem La Voulte. Występowało przypuszczalnie na głębokości około 200 m. Przystosowana do kroczenia po mulistym dnie budowa odnóży świadczy, że wchodziło w skład epibentosu. Współwystępowało z kikutnicami z rodzajów Colossopantopodus i Palaeopycnogonides, w przeciwieństwie do tych ostatnich pędząc przypuszczalnie samotniczy tryb życia. Pokarmem Palaeoendeis mogłyby być wężowidła, wieloszczety i drobne małże, których skamieniałości licznie współwystępują z tymi kikutnic. Poza nimi w środowisku tym żyły pancerzowce z nadrodziny Erynoidea, przedstawiciele Thylacocephala o silnie zredukowanych oczach, frędzlikowce i wampirzyce.